# Convoi HXF 9
Le convoi HXF 9 est un convoi rapide passant dans l'Atlantique nord, pendant la Seconde Guerre mondiale. Il part de Halifax au Canada le 17 novembre 1939 pour différents ports du Royaume-Uni et de la France. Il arrive le 30 novembre 1939.

## Composition du convoi
Ce convoi est constitué de 123 navires :
- Royaume-Uni : Lochmonar, Manchester Port, Orduña, Corrientes, Martand, Fordsdale, Consuelo, Rimutaka, Beaverburn, Beaverbrae
- France : le paquebot Cuba, le cargo frigorifique Guadeloupe, le cargo-mixte San Francisco

## Escorte
Ce convoi est escorté par :
- le Croiseur auxiliaire britannique : RMS Alaunia (1925) (en)

## Voyage
Parti le 17 novembre, le convoi navigue à une vitesse moyenne de 12 nœuds pour arriver le 31 novembre à Liverpool